# Slashdot
Slashdot (dai nomi inglesi dei caratteri barra e punto, in breve "/.") è un noto sito web informativo su argomenti di carattere tecnologico, creato nel settembre 1997 da Rob Malda e organizzato secondo un modello simile a un weblog (sia pure con filoni logici di discussione). Il termine è usato anche per indicare altri siti nati in epoche successive e in altre lingue, basati sullo stesso concetto.
Aggiornati con cadenza plurigiornaliera, gli articoli consistono principalmente in brevi segnalazioni relative a notizie apparse su altri siti web, con un collegamento ipertestuale alla notizia vera e propria e la possibilità per i lettori di esprimere il proprio giudizio su di essa. Il sito è molto frequentato e le notizie che appaiono in prima pagina ricevono nella maggior parte dei casi decine di commenti, che possono arrivare anche al migliaio per gli argomenti più controversi.
Le segnalazioni vengono di norma inviate dagli stessi lettori di Slashdot e un gruppo di redattori autorizza o meno la pubblicazione dei vari contributi. Oltre alle notizie sono presenti di tanto in tanto recensioni di libri e film o interviste, nonché la possibilità di porre delle domande agli stessi lettori specializzati in qualche settore (rubrica Ask slashdot:).
Lo slogan originale di Slashdot «News for nerds. Stuff that matters.» indica che il sito è dedicato principalmente ai nerd e alle notizie ritenute importanti per appassionati di tecnologia. Le segnalazioni pubblicate sono state spesso oggetto di critica in quanto imprecise o mal scritte e ritenute da molti intenzionalmente faziose, diffamatorie e talvolta mirate a scatenare flamewar. Gli stessi detrattori accusano il sito di ignorare notizie o commenti ritenuti più seri o importanti all'esterno della specifica sottocultura costituita dai partecipanti più assidui.
Una conseguenza della grande notorietà del sito è il cosiddetto effetto Slashdot (per il quale in inglese è usato anche il verbo to slashdot), ovvero il fenomeno per cui immediatamente dopo la pubblicazione di un articolo su Slashdot il sito citato viene letteralmente preso d'assalto da migliaia di lettori, che spesso generano un traffico così elevato da renderne gli effetti simili a un attacco di tipo denial of service.
Secondo la versione "ufficiale", il nome Slashdot è stato coniato a scopo umoristico, per rendere il nome del sito impronunciabile e confonderlo con gli elementi che normalmente costituiscono una URL. In italiano lo stesso equivoco si può riprodurre sostituendo i nomi dei caratteri coinvolti, barra e punto, che nel parlato sono indistinguibili (ad es. h t t p duepunti barra barra barra punto punto org). I siti analoghi in altre lingue hanno in alcuni casi sfruttato lo stesso gioco di parole.

## CowboyNeal
CowboyNeal è il nickname usato dal "direttore" di Slashdot sia sullo stesso Slashdot, sia su altri siti web. Questo pseudonimo deriva dalla canzone The Other One (più precisamente That's It for the Other One) dall'album Anthem of the Sun dei Grateful Dead, brano che a sua volta è un tributo a Neal Cassady. Pater è uno degli sviluppatori di Slash, la piattaforma utilizzata da Slashdot.
Il suo nick viene spesso utilizzato come opzione comica nei sondaggi di Slashdot. In quasi tutti i sondaggi una delle opzioni è "CowboyNeal" o una variante. Per esempio, se la domanda è "What kind of vehicle do you drive?" (Che tipo di veicolo guidi?), una delle scelte può essere semplicemente "CowboyNeal" o "CowboyNeal drives my limo" (CowboyNeal guida la mia limousine) o "I ride CowboyNeal's handlebars." (traducibile con "uso la bicicletta di CowboyNeal"). In alcuni casi nei sondaggi l'opzione riguardante CowboyNeal viene scelta da così tanti lettori che supera le opzioni serie.